# Guayllabamba (Quito)
Guayllabamba ist ein nordöstlicher Vorort der ecuadorianischen Hauptstadt Quito und eine Parroquia rural („ländliches Kirchspiel“) im Kanton Quito der Provinz Pichincha. Die Parroquia Guayllabamba gehört zur Verwaltungszone Eugenio Espejo. Die Parroquia besitzt eine Fläche von 55,44 km². Die Einwohnerzahl lag im Jahr 2010 bei 16.213.

## Lage
Die Parroquia Guayllabamba liegt in den Anden an der nordöstlichen Peripherie des Ballungsraumes von Quito. Der Río Guayllabamba fließt entlang der westlichen Verwaltungsgrenze nach Norden. Dessen rechter Nebenfluss Río Pisque begrenzt das Areal im Norden. Der Río Coyago, ein weiterer Nebenfluss des Río Guayllabamba, durchquert die Parroquia in westlicher Richtung und passiert dabei deren Verwaltungszentrum. Das Gebiet liegt in Höhen zwischen 1950 m und 2382 m. Das 2171 m hoch gelegene Verwaltungszentrum befindet sich 25 km nordöstlich vom Stadtzentrum von Quito. Die Fernstraße E28B (Quito–Cayambe) führt an Guayllabamba vorbei.
Die Parroquia Guayllabamba grenzt im Westen an die Parroquia Calderón, im Norden an die Parroquias Malchinguí und Tocachi (beide im Kanton Pedro Moncayo), im Nordosten und im Südosten an die Parroquias Santa Rosa de Cuzubamba und Ascázubi (beide im Kanton Cayambe) sowie im Süden an die Parroquias El Quinche, Yaruquí und Tababela.

## Geschichte
Die Parroquia Guayllabamba wurde während der Präsidentschaft von Gabriel García Moreno am 28. Mai 1868 gegründet. Der Name „Guayllabamba“ leitet sich aus dem Quechua ab: guaylla für „gelb“ sowie bamba für „Ebene“.